# Pseudothalestris pygmaea
Pseudothalestris pygmaea är en kräftdjursart som först beskrevs av T. och A. Scott 1895.  Pseudothalestris pygmaea ingår i släktet Pseudothalestris och familjen Thalestridae. Inga underarter finns listade i Catalogue of Life.